# Julius av Braunschweig-Wolfenbüttel
Julius av Braunschweig-Wolfenbüttel, född 29 juni 1528 i Wolfenbüttel, död där  3 maj 1589, var hertig till Braunschweig-Lüneburg, furste av Braunschweig-Wolfenbüttel 1568-1589, furste av Kalenberg och Göttingen 1584-1589. Han var son till hertig Henrik II av Braunschweig-Wolfenbüttel (1489-1568) och Maria av Württemberg (1496-1541).
Julius gifte sig 1560 med Hedvig av Brandenburg (1540-1602). Paret fick sonen Henrik Julius av Braunschweig-Wolfenbüttel (1564-1613), hertig av Braunschweig-Wolfenbüttel